# Звенигородський ґебіт
Звенигоро́дський ґебі́т, окру́га Звенигоро́дка (нім. Kreisgebiet Swenigorodka) — адміністративно-територіальна одиниця Генеральної округи Київ Райхскомісаріату Україна протягом німецької окупації Української РСР під час Німецько-радянської війни. Адміністративним центром ґебіту було місто Звенигородка.
Ґебіт утворено 20 жовтня 1941 року на території нинішньої Київської та Черкаської областей. Поділявся на 5 районів (нім. Rayons). Існував до взяття Звенигородки радянськими військами 5 березня 1944 року. Охоплював територію п'ятьох районів тодішньої Київської області: Звенигородського, Катеринопільського, Мокрокалигірського, Вільшанського і Шполянського та, відповідно, поділявся на п'ять районів: Звенигородка (Rayon Swenigorodka), Катеринопіль (Rayon Katerinopol), Мокра Калигірка (Rayon Mokraja Kaligorka), Вільшана (Rayon Olschana) і Шпола (Rayon Schpola), межі яких збігалися з тогочасним радянським адміністративним поділом. При цьому зберігалася структура адміністративних і господарських органів УРСР. Всі керівні посади в ґебіті обіймали німці, головним чином з числа тих, що не підлягали мобілізації до вермахту. Лише старостами районів і сіл призначалися лояльні до окупантів місцеві жителі або фольксдойчі.